# Xari Wimbauer
Xari Wimbauer (* 9. Februar 2006) ist ein deutscher Schauspieler.
Seine ersten Erfahrungen im Bereich Film und Fernsehen sammelte er bereits sehr früh, mit gerade elf Jahren.   
Seine erste Rolle hatte er im Kinofilm Unheimlich Perfekte Freunde von Regisseur Marcus H. Rosenmüller. Mittlerweile hat Wimbauer drei Kinofilme, einen Fernsehfilm, einen Tatort und weitere kleinere Produktionen, wie zum Beispiel Werbespots und Kurzfilme, gedreht.

## Filmografie
- 2019: Unheimlich perfekte Freunde
- 2020: Das Glaszimmer
- 2021: Weißbier im Blut
- 2022: Geheimkommando Familie
- 2023: Tatort: Vergebung
- 2024: Turmschatten